# José Araquistáin
José Araquistáin Arrieta (Azkoitia, 4 de março de 1937) é um ex-futebolista espanhol, atuava como goleiro.

## Carreira

### Real Sociedad
Nascido em Azkoitia na Espanha. Araquistáin começou sua carreira na Real Sociedad, jogando cinco temporadas da Liga com o clube e sendo titular em quatro dessas. Ele fez sua estréia na La Liga em 2 de dezembro de 1956, em uma vitória frente ao Celta de Vigo.

### Real Madrid
Araquistáin mudou-se para o Real Madrid na temporada 1961-62. Ele jogou 25 jogos em seu primeiro ano, ganhando o Troféu Zamora.
Nos anos seguintes, Araquistáin não conseguiu uma regularidade no time titular revezando com José Vicente Train e Antonio Betancort. 
Sua melhor temporada foi a de 1963-64, quando jogou 14 dos 30 jogos da liga ajudando os Merengues a conquistar o tri-campeonato nacional consecutivo; em 11 de maio de 1966, ele jogou a final da Liga dos Campeões contra o Partizan, o clube espanhol ganhou por 2-1 e se sagrou campeão. 

### Anos Seguintes
Posteriormente, Araquistáin jogou no Elche e no Castellón. Ele se aposentou em 1973, aos 36 anos.

## Na Seleção
Araquistáin jogou seis vezes na Espanha. Ele fez sua estréia em 17 de julho de 1960 em uma vitória amistosa contra o Chile em Santiago.
José Araquistáin fez parte do elenco da Seleção Espanhola de Futebol da Copa do Mundo de 1962. Ele fez apenas uma partida

## Títulos

### Clube
Real Madrid
- La Liga: 1961-62, 1962-63, 1963-64, 1964-65, 1966-67 e 1967-68
- Copa del Rey: 1961-62
- Liga dos Campeões: 1965-66

### Individual
- Troféu Zamora: 1961-62